# Niels Jydes Breve
Niels Jydes Breve var under den danske besættelse et illegalt talerør for det politiske parti Dansk Samlings leder Arne Sørensen, medlem af Danmarks Frihedsråd.
Brevene udkom første gang i oktober 1943 og blev i 1944 erstattet af Morgenbladet.
Der var en opfordring i bladhovedet for forøgelse af oplaget ved afskrivning og duplikering.

## Ekstern henvisning og kilde
- Morgenbladet, Det Kongelige Bibliotek Arkiveret 14. oktober 2010 hos  Wayback Machine